# Hans Glauber
Hans Glauber (* 2. September 1933 in Innichen, Südtirol; † 24. April 2008 in Bozen) war ein Südtiroler Ökologe, Soziologe und Künstler. Er war Mitbegründer und Präsident des Ökoinstituts Südtirol in Bozen und Initiator der Toblacher Gespräche.

## Leben und Werk
Hans Glauber war ein Sohn des Radiofabrikanten Max Glauber und der Schriftstellerin Gertrud von Walther, er hatte zwei Geschwister. Seine Kindheit verbrachte er bis 1940 in Toblach. Dann zog die Familie aus politischen Gründen aus dem deutschsprachigen Südtirol an die italienisch-schweizerische Grenze nach Como, wo er die Grund- und Mittelschule und das wissenschaftliche Lyzeum besuchte. Anschließend studierte er von 1952 bis 1957 Ökonomie und Soziologie an der Wirtschaftsuniversität Luigi Bocconi in Mailand. Seine Dissertation schrieb er zum Thema L'organizzazione sociale ed economica degli Incas, die sozialen und ökonomischen Strukturen der Inka. Ab 1960 studierte er an der Johann Wolfgang Goethe-Universität in Frankfurt am Main Psychologie sowie Soziologie bei den Philosophen Max Horkheimer und Theodor W. Adorno und unter dem Einfluss von Herbert Marcuse als den wichtigsten Vertretern der Frankfurter Schule.
Nach seinem Studium, ab 1963, beschäftigte sich Glauber mit künstlerischen Arbeiten. „Als ich zum ersten Mal die Haube einer Olivetti Rechenmaschine öffnete, das war 1963, hatte ich ein sehr entscheidendes Erlebnis. Mir kam plötzlich vor, als hätte das, was im Bauch dieser Maschine passierte, etwas mit dem zu tun, was sich in dieser Stadt, in Frankfurt, und nicht nur hier, abspielt. Es schien mir plötzlich, als ob entlang den Hebeln und Gestängen die unsichtbaren Bahnen liefen, die unseren Alltag bestimmen, ja sogar eine existentielle Situation symbolisieren, die mehr und mehr auf das Funktionieren hinausläuft. Ich spürte eine strukturelle Ähnlichkeit zwischen der Funktionslogik dieser Maschine und der Logik, die unseren Arbeits- und Lebenszusammenhang bestimmt.“
Er fotografierte Maschinen und Maschinenteile, wandelte die Fotos durch Solarisation in Schwarz-Weiß-Darstellungen um und bearbeitete sie mittels Collage und Montage. Er „[...] drängte damit die äußere Form in den Hintergrund oder löste sie gar weitgehend auf. So legte er starre Muster funktionaler Zusammenhänge frei.“ Die so entstandenen grafischen Motive reproduzierte er auf matte Aluminiumplatten oder ließ Siebdrucke oder Lithografieauflagen herstellen. Die Summe seiner Bildwelt bezeichnete er als „Mechanische Stadt“.
Seit den 1970er Jahren beschäftigte er sich mit Umweltfragen. Er war für die Industrie, unter anderem für Olivetti, als beratender Soziologe tätig und hatte einen Lehrauftrag an der Universität Gießen inne. 1985 begründete er die Toblacher Gespräche, die sich zu einem bedeutenden Umweltforum im deutschsprachigen Raum entwickelten. 1989 war er Mitbegründer und Präsident des Ökoinstituts Südtirol in Bozen.
Die letzten Jahrzehnte lebte er in Frankfurt am Main und in Toblach.

## Ausstellungen (Auswahl)
- 1967: Galerie nächst St. Stephan, Wien, Aus der Mechanischen Stadt
- 1968: Kunstgewerbemuseum Zürich, Zürich, Aus der Mechanischen Stadt
- 1972: Museo de Nacional de Bellas Artes, Santiago de Chile, De la ciudad mecanica
- 1972: Kaiser-Wilhelm-Museum Krefeld, Aus der Mechanischen Stadt. Foto-Graphik
- 1973: Kunsthalle Basel, Basel, Aus der Mechanischen Stadt
- 1974: Neue Galerie am Landesmuseum Joanneum, Graz, Aus der mechanischen Stadt
- 1985: Bilder für Frankfurt, Museum für Moderne Kunst im Deutschen Architekturmuseum, Frankfurt am Main 1985.
- 2013: Museion, Bozen, Aus der mechanischen Stadt 1963–1973

## Werke in öffentlichen Sammlungen
- Museion, Bozen: Bild Nr. 1, Mensch und Maschine, o. A.; Bild Nr. 9, Fliessband, 1964; Bild Nr. 15, Drei Rädchen, 1964; Bild Nr. 15, Drei Rädchen, 1964;  Bild Nr. 31, Kafka, 1963; Bild Nr. 49, Kathedrale weiss, 1964; Bild Nr. 56, Beim Pudern, 1964; Bild Nr. 65, Spazio Macchina, 1964; Bild Nr. 77, Soldaten verdichtet, 1964
- Museum für Gestaltung Zürich: Bild Nr. 7, Moloch labyrinthisch, 1964
- Kaiser Wilhelm Museum Krefeld, Krefeld: Bild Nr. 65, Spazio Macchina, 1964
- Museum Sztuki, Lodz: Bild Nr. 65, Spazio Macchina, 1964
- Museum für Moderne Kunst, Frankfurt am Main: Aus der mechanischen Stadt, Nr.91, 1972

## Künstlerische Arbeiten (Auswahl)
- Hans Glauber, Mark Buchmann: Aus der mechanischen Stadt: Aufnahmen von Hans Glauber, Kunstgewerbemuseum Zürich, Katalog zur Ausstellung 13. Februar – 21. März 1965
- Aus der mechanischen Stadt. Bilder und Lithographien von Hans Glauber, Galerie nächst St. Stephan, Wien, Katalog zur Ausstellung 22. – 30. November 1967. Darin: Th. W. Adorno: Zu Arbeiten von Hans Glauber (ebenfalls abgedruckt in Adorno: Gesammelte Schriften Bd. 20.2, S. 526)
- Dalla città meccanica, Galleria de Nieubourg, Mailand, Katalog zur Ausstellung 12. März – 7. Juni 1969
- Aus der mechanischen Stadt,  Ausstellung und Katalog: Wilfried Skreiner, Neue Galerie am Landesmuseum Joanneum, Graz, 15. Februar – 10. März 1974

## Schriften (Auswahl)
- Langsamer, weniger, besser, schöner: 15 Jahre Toblacher Gespräche: Bausteine für die Zukunft, hrsg. von Hans Glauber in Zusammenarbeit mit Otto Smrekar, Ökom Verlag München, 2006, ISBN 3-928244-99-X.
- Ökologisch wirtschaften: Erfahrungen, Strategien, Modelle, hrsg. von Hans Glauber und Reinhard Pfriem, Fischer-Taschenbuch-Verlag Frankfurt a. M., 1992, ISBN 3-596-10952-3.
- Für einen anderen Tourismus: Probleme – Perspektiven – Ratschläge, hrsg. von Jost Krippendorf, Fischer-Taschenbuch-Verlag Frankfurt a. M., 1989, ISBN 3-596-24114-6.

## Auszeichnungen
- 1988: Columbus Ehrenpreis der VDRJ (Vereinigung Deutscher Reisejournalisten)
- 1998: Umweltpreis der Arge Alp